# Криворізька телевежа
Криворізька телевежа — телекомунікаційна вежа заввишки 198 м, споруджена у 1960 році у Кривому Розі.

## Історія ретрансляції

### Радіо
- 1960 розпочато мовлення в УКХ діапазоні
- 1995
  - 4 квітня - радіостанція “Система” розпочала мовлення на частотах 105,2 та 67,6 МГц
- 1998
  - 8 березня - радіостанція “Хвиля” розпочала мовлення на частоті 101,0 МГц
  - серпень - радіостанція “Наше Радіо” розпочала мовлення на частоті 102,7 МГц
- 1999
  - 16 січня - радіостанція “Система” розпочала частково ретранслювати радіостанцію “Русское Радио” на частоті 67,61 МГц
  - лютий - радіостанція “Русское Радио Кривий Ріг” розпочала мовлення на частоті 103,6 МГц, ретрансляцію на частоті 67,61 МГц припинено
  - 1 листопада - радіостанція “Хіт FM” розпочала мовлення на частоті 101,0 МГц
  - 29 листопада - радіостанція “Система” розпочала ретрансляцію російської радіостанції “Europa Plus” на частотах 67,61 та 105,2 МГц
- 2000
  - осінь - радіостанція “ХітFM Україна” розпочала мовлення на частоті 103,6 МГц
- 2002
  - січень - радіостанція “Русское Радио Україна” розпочала мовлення на частоті 101,0 МГц, згодом частоту було змінено на 105,9 МГц
  - лютий - радіостанція “GALA” розпочала мовлення на частоті 100,2 МГц
  - липень - радіостанція “Система” розпочала ретрансляцію радіостанції “Доросле радіо” на частотах 105,2 і 67,71 МГц
- 2003
  - вересень - радіостанція “Шансон” розпочала мовлення на частоті 101,0 МГц, радіостанція “Power FM” розпочала мовлення на частоті 103,6 МГц, a радіостанція “ХітFM Україна” переходить на частоту 106,9 МГц
  - грудень - радіостанція “Мелодія” розпочала мовлення на частоті 104,7 МГц
- 2004
  - травень - радіостанція “Система” розпочала ретрансляцію радіостанції “Стильне Радіо” на частотах 67,61 та 105,2 МГц, тепер це радіостанція “Радіо Система - Стильне радіо”
  - літо - радіостанція “Шарманка” розпочала мовлення на частоті 103,6 МГц замість радіостанції “Power FM”
- 2005
  - січень - радіостанція “Люкс FM” розпочала мовлення на частоті 101,4 МГц, пізніше буде “Люкс FM - Схід”
  - 9 червня - радіостанція “Промінь” припинила мовлення на частоті 69,56 МГц
  - грудень - радіостанція “Радіо 5” розпочала мовлення на частоті 103,2 МГц, пізніше буде “Ретро FM”, радіостанція “Ера FM” розпочала мовлення на частоті 107,4 МГц
- 2006
  - червень - радіостанція “Авторадіо-Україна” розпочала мовлення на частоті 91,1 МГц
- 2007
  - вересень - радіостанція “Radio One” розпочала мовлення на частоті 103,2 МГц
- 2008
  - радіостанція “Система” припинила мовлення на частоті 67,61 МГц
- 2009
  - середина січня - радіостанція “Люкс FM” розпочала мовлення на частоті 91,6 МГц
  - 15 квітня - радіостанція “Radio One” змінюється на радіостанцію “Алла” на частоті 103,2 МГц
  - 1 липня - на частоті 105,2 МГц розпочато ретрансляцію радіостанції “Kiss FM” замість радіостанції “Радіо Система - Стильне радіо”
  - 1 вересня - замість радіостанції “Люкс ФМ - Схід” почалася трансляція радіостанції “Стильне радіо “Перець ФМ” на частоті 101,4 МГц
- 2011
  - 1 грудня - радіостанція “M-FM” розпочала мовлення на частоті 104,7 МГц замість радіостанції “Мелодія”
- 2012
  - 27 січня - радіостанція “Європа Плас” розпочала мовлення на частоті 103,2 МГц замість радіостанції “Алла”
  - 21 лютого - радіостанція “Культура” відновила мовлення на частоті 69,56 МГц
  - 24 вересня - радіостанція “Super Radio” розпочала мовлення на частоті 99,1 МГц
- 2013
  - 27 жовтня - радіостанція “Город FM” розпочала мовлення на частоті 105,2 МГц замість радіостанції “Kiss FM”
- 2014
  - 9 квітня - радіостанція “DJ FM” розпочала мовлення замість радіостанції “M-FM“на частоті 104,7 МГц
  - 31 липня - ТРК “Медіа Система” відмовилась від частоти 67,71 МГц
- 2015
  - 20 січня - “Європейська станція” розпочала мовлення на частоті 100,2 МГц замість радіостанції “Gala”
  - 13 лютого - радіостанція “Super Radio” змінюється на радіостанцію “П’ятниця” на частоті 99,1 МГц
- 2016
  - 2 квітня - радіостанція “NRJ” розпочала мовлення замість радіостанції “Європа Плас” на частоті 103,2 МГц
  - 9 листопада - “Країна FM” розпочала мовлення на частоті 100,2 МГц замість радіостанції “Європейська станція”
  - 21 грудня - радіостанція “1-ий канал НРУ” розпочала мовлення на частоті 90,4 МГц
- 2017
  - 1 лютого (?) - радіостанції “1-ий канал НРУ” та ОДТРК припинили мовлення на частоті 71,63 МГц (пізніше частоту буде переоформлено на радіостанцію “UA:Радіо “Промінь”” але мовлення так і не розпочнеться)
  - початок квітня (?) - радіостанція “Криворіжжя” розпочала мовлення на частоті 90,4 МГц
  - 1 липня - радіостанція “Relax FM” розпочала мовлення на частоті 104,7 МГц замість радіостанції “DJ FM”
  - 10 липня - радіостанція “Power FM” розпочала мовлення на частоті 103,6 МГц замість радіостанції “Улюблене радіо”
  - початок листопада - радіостанція “Дніпропетровське обласне радіо” (врізки) розпочала мовлення на частоті 69,56 МГц
- 2018
  - 2 квітня - радіостанція “Дніпропетровське обласне радіо” (врізки) припинила мовлення на частоті 69,56 МГц
  - 14 листопада - радіостанція “Радіо РОКС Україна” розпочала тестове мовлення на частоті 104,3 МГц
- 2019
  - серпень - демонтовано антенни Дощ-2
  - 18 жовтня - радіостанція “Кривбас” розпочала мовлення на частоті 102,3 МГц
  - 28 грудня - радіостанція “UA:Радіо Промінь” розпочала мовлення на частоті 98,7 МГц (офіційно з 2 січня 2020)
- 2021
  - 8 січня - радіостанція “Наше Радіо” припинила мовлення на частоті 102,7 МГц
  - 11 січня - радіостанція “Наше Радіо” відновила мовлення на частоті 102,7 МГц
  - 16 вересня - радіостанція “UA:Радіо “Промінь”” відмовилась від ліцензії на частоту 71,63 МГц (4 кВт)
- 2022
  - 1 лютого - радіостанція “DJ FM” розпочала мовлення на частоті 93,5 МГц
  - 2 травня - радіостанція “UA:Радіо “Культура”” розпочала мовлення на частоті 90 МГц
  - 24 травня - радіостанція “UA:Радіо “Культура”” припинила мовлення на частоті 69,56  МГц (ліцензію буде анульовано 30 березня 2023)
  - 18 листопада - радіостанція “Авторадіо-Україна” припинила мовлення на частоті 91,1 МГц (ліцензію офіційно не подовжено 16 лютого 2023)
- 2023
  - 23 березня - радіостанція “Армія FM” отримала тимчасовий дозвіл на частоту 91,1 МГц, а 24 квітня розпочала мовлення
  - 27 квітня - радіостанція “Авторадіо-Україна” розпочала мовлення на частоті 103,2 МГц замість радіостанції “NRJ”

### Телебачення
- кінець 50-х (орієнтовно 1958) у місті Терни (зараз це район Кривого Рогу) побудовано телевежу висотою 70 метрів, яка здійснювала переприйом Дніпропетровського 5-го ТВК та мовила на 1-му ТВК
- 1960
  - 7 жовтня - побудовано теперішню телевежу, тоді висотою 180 метрів, розпочато мовлення телеканалу “ЦТ” на 1 ТВК, дещо пізніше стару телевежу демонтували та перевезли у Жовті Води
- 1972
  - 6 березня - розпочато мовлення Українського телебачення (другої програми) на окремому ТВК, швидше за все на 3-му ТВК. Для цього вежу наростили до 198 метрів.
- 1990
  - на 1 ТВК (5 кВт, “Якір” (“Якорь”)) мовить телеканал “ЦТ-1”, на 9 ТВК (5 кВт, “Зона” (TESLA)) - “УТ”, на 40 ТВК (5 кВт, TESLA-5/1D) “ЦТ-2”
  - квітень - телеканал “КДТ” вперше виходить в ефір
- 1992
  - початок року - телеканал “Єва” розпочав мовлення на 5 ТВК (50 Вт?), спочатку на даху 9-ти поверхового будинку, згодом мовлення буде перенесено у Тернівський район на копер однієї шахти (100 метрів висоти) також  до кінця липня 1996 року називався “5-й канал” (можливо це пов'язано зі зміною 5 ТВК на 3 ТВК)
  - на 1 ТВК замінено передавач на “АТРС 5/1” (5 кВт)
  - кінець року - телеканал “ictv” розпочав мовлення на 7 ТВК
- 1993
  - 10 березня - телеканал “Рудана” розпочав мовлення на 36 ТВК
  - серпень - за розкладом мовлення на 40 ТВК є мовлення телеканалів “УТ-2”, “РТР” та “НТР” (Незалежне телебачення Кривого Рогу) - 17:45-18:45
- 1995
  - телеканал “Найдовша Столиця” розпочав мовлення на 33 ТВК
- 1996
  - березень - у місті мовлять: 1 ТВК - “УТ-1”, 3 ТВК - “Єва”, 7 ТВК - “ictv”, 9 ТВК - “УТ-2” / “1+1” / ТРК “Саксагань”, 33 ТВК - “Найдовша Столиця” / “Тоніс”, 36 ТВК - ТРК “Рудана”, 40 ТВК - “Інтер” / ОДТРК
  - липень - телеканал “Єва” змінює назву на “ТК Єва ТС Уніка ТБ” (входив у мережу регіональних каналів Уніка ТБ)
- 1997
  - початок лютого - розпочата співпраця телеканала “Єва” з телеканалом “Рудана”. При чому, якщо вірити газеті “Дніпровська панорама”, то на 36 ТВК велося спільне мовлення обох телеканалів, 3 ТВК не згадується взагалі.
  - кінець травня - мовлення на 3 ТВК. В газеті “Червоний гірник” тоді друкували програми обох телеканалів в окремих колонках. Але можна побачити, що на 3 ТВК з'явився блок телеканалу “Рудана”.
  - червень - тимчасово відсутнє мовлення на 3 ТВК
  - кінець червень - телеканал “Рудана” веде самостійне мовлення на 36 ТВК
  - серпень - телеканал “Рудана” розпочав ретрансляцію телеканалу “СТБ” на 36 ТВК
  - 1 вересня - телеканал “КРТ” (Криворізьке районне телебачення) розпочав мовлення на 32 ТВК
- 1998
  - телеканал “КРТ” (Криворізьке районне телебачення) розпочав мовлення на 40 ТВК, ділить ефірний час з телеканалом “Інтер”
- 1999
  - 29 березня - телеканал “Рудана” мовить лише на 36 ТВК, на 3 ТВК телеканал “Єва” розпочав ретрансляцію дніпропетровського телеканалу “11-й канал” (окремі програми телеканалу “Рудана” в етері телеканалу “Єва” залишаються)
- 2001
  - липень - у місті мовлять: 1 ТВК - “УТ-2”/“1+1”, 3 ТВК - “Ева” (з 12:00), 7 ТВК - “ictv”, 9 ТВК - “Перший Національний”/ТРК “Ера”/КРТ (ТРК “Рудана”), 36 ТВК - ТРК “Рудана” (з 12:00), 40 ТВК - “Інтер”
  - телеканал “Єва” припинив мовлення на 3 ТВК, початок 100% мовлення телеканалу “11-й канал”, телеканал “Рудана” припинив ретрансляцію телеканалу “СТБ” на 36 ТВК
- 2002
  - телеканал “Новий канал” розпочав мовлення на 25 ТВК
  - телеканал “Найдовша Столиця” припинив мовлення на 33 ТВК
  - На 3 ТВК збільшено потужність до 1 кВт
  - жовтень - телеканал “КРТ” (Криворізьке районне телебачення) розпочав мовлення на 9 ТВК, ділить ефірний час з телеканалом “Перший національний”
  - грудень - телеканал “КРТ” (Криворізьке районне телебачення) припинив мовлення на 32 ТВК та розпочав мовлення на 1 ТВК, ділить ефірний час з телеканалом “1+1”
- 2003
  - телеканал “М1” розпочав мовлення на 57 ТВК
  - липень - у місті мовлять: 1 ТВК - “УТ-2”/“1+1”, 7 ТВК - “ictv”, 9 ТВК - “Перший Національний”/КРТ (ТРК “Рудана”), 25 ТВК - “Новий канал”, 36 ТВК - ТРК “Рудана”, 40 ТВК - “Інтер”, 52 ТВК - “СТБ”, 57 ТВК - “М1”, на 33 ТВК мовлення немає
  - кінець року - телеканал “ТЕТ” розпочав мовлення на 33 ТВК
- 2004
  - телеканал “Україна” розпочав мовлення на 28 ТВК
  - 6 вересня - телеканал “КРТ” (Криворізьке районне телебачення) розпочав мовлення на 9 ТВК, ділить ефірний час з телеканалом “Перший Національний”, мовлення на 1 ТВК припинено
- 2005
  - телеканал “Мегаспорт” розпочав мовлення на 47 ТВК
  - 3 квітня - телеканал “КРТ” (Криворізьке районне телебачення) припинив мовлення на 9 ТВК
  - 27 липня - телеканал “5-й канал” розпочав мовлення на 64 ТВК
  - На 40 ТВК замінено передавач
- 2006
  - осінь - телеканал “Тоніс” розпочав мовлення на 59 ТВК
- 2008
  - 1 вересня - замість телеканалу “Мегаспорт” розпочав мовлення телеканал “К1” на 47 ТВК
- 2012
  - 2 липня - на 3 ТВК розпочато ретрансляцію телеканалу “2+2” замість телеканалу “ТВі”
- 2018
  - 1 вересня о 10:00 - вимкнено аналогове мовлення: 1 ТВК 1+1 5 кВт, 3 ТВК 11-й канал 1 кВт, 7 ТВК ictv 0,1 кВт, 25 ТВК Новий канал 1 кВт, 28 ТВК Україна 1 кВт, 33 ТВК ТЕТ 1 кВт, 36 ТВК Рудана 1 кВт, 40 ТВК Інтер 5 кВт, 44 ТВК НТН 1 кВт, 47 ТВК К1 1 кВт, 52 ТВК СТБ 5 кВт, 57 ТВК М1 0,2 кВт, 64 ТВК 5-ий канал 2 кВт. Більшість загальнонаціональних телеканалів відмовиться від ліцензії 13 лютого 2020 року.
  - 29 листопада - НСТУ відмовилось від ліцензії на 59 ТВК (2 год/добу, 09:00-10:00, 19:00-20:00, 0,1 кВт), мовлення телеканалу “Прямий” на 59 ТВК теж припинено (згідно наших даних передавач належав НСТУ).
- 2019
  - 10 січня - НСТУ (“UA:Перший”) відмовилась від ліцензії на 9 ТВК (5 кВт)
- 2020
  - 2 липня - телеканал “11-й канал” відмовився від ліцензії на 3 ТВК (1 кВт)
- 2022
  - телеканал “Дніпро TV” розпочав мовлення у МХ-5
  - 22 липня - припинено мовлення телеканалу “34-й канал” у МХ-5 через закон про деолігархізацію

## Радіомовлення
Радіостанції які мовлять з телевежі Концерну радіомовлення, радіозв'язку та телебачення.
- 90,0 ‐ Радіо Культура
- 90,4 - Українське радіо / Українське радіо Кривий Ріг
- 91,1 - Армія FM
- 91,6 - Люкс FM
- 93,5 - DJFM
- 98,7 - Радіо Промінь
- 99,1 - Радіо П'ятниця
- 100,2 - Країна ФМ
- 101,0 - Шлягер FM
- 102,3 - «Радіо Кривбас»
- 102,7 - Наше радіо
- 103,2 - Авторадіо (в планах припинення мовлення)
- 103,6 - Power FM
- 105,2 - Радіо «Мегаполіс»

## Телевізійне мовлення

### Цифрове мовлення
- 41 - 1 мультиплекс
- 51 - 2 мультиплекс
- 54 - 3 мультиплекс
- 38 - 5 мультиплекс
- 6 - 7 мультиплекс

## Характеристика
Висота вежі становить 198 м. Висота над рівнем моря — 103 м. Радіус потужності покриття радіосигналом становить 65 км. Прорахунок для DVB-T2 — 173 м.